# Ananasová choroba
Ananasová choroba je houbové onemocnění cukrové třtiny (Saccharum officinarum) způsobované houbou Ceratocystis paradoxa. Napadené rostliny přecházejí z červené do černé barvy pletiva na stéblech. Cévní svazky houba nenapadá. Způsobuje ananasovou vůni na napadených rostlinách, odtud její jméno. Napadá, zejména sadbu a způsobuje zpomalení růstu. Proto se doporučuje množit vegetativně pouze ze zdravých rostlin nebo mořit fungicidy. Též se doporučuje používat odolné kultivary.
Šíří se sporami v půdě, ale i vzduchem a vodou. Zvýšeně ohrožené je opožděné klíčení, ale i hluboké vlhké půdy. Je rozšířena všude, kde se pěstuje cukrová třtina.